# Kurwa Mathia
Kurwa Mathia – wieś w Indiach położona w stanie Bihar, w dystrykcie Pashchim Champaran, w tehsilu Chanpatia.
Całkowita powierzchnia miejscowości wynosi 1235 ha (12,35 km²). Według spisu z 2011 we wsi znajduje się 2433 domy i zamieszkuje ją 13 758 osób.